# Василије Антонић
Василије Антонић (1860 — 1929) био је српски официр, дипломата и политичар.
После завршене Војне академије у Београду као други у класи, наставио је да обавља низ јавних функција, укључујући функцију министра спољних послова и министра одбране.
Као министар одбране покренуо је неколико реформи и увео нову савремену опрему за Војску Краљевине Србије.